# ارتفاق الأصابع
ارتفاق الأصابع أو التصاق الأصابع (بالإنجليزية: Syndactyly) هو أكثر عيوب اليد التكوينية انتشاراً. وتحدث أكثر من 50% من حالات الالتصاق بين الإصبعين الوسطى والبنصر، يليه الالتصاق بين الخنصر والبنصر، ثم بين الالوسطى والسبابة. وأقل الالتصاقات شيوعاً هو ما يحدث بين الإبهام والسبابة.

## الأسباب
ينجم ارتفاق الأصابع عن فشل عملية انفصال الأصابع أثناء مرحلة التخلق الجنيني، ويرجع ذلك إلى أسباب وراثية في حوالي 40% من الحالات (يورث كصفة جسدية سائدة)، غير أن النسبة الباقية تظل مجهولة السبب.

## الارتفاق البسيط والارتفاق المركب
- الارتفاق البسيط: Simple syndactyly هو التصاق الجلد والأنسجة الرخوة للأصابع فقط.[2][3][4]
- الارتفاق المركب: Complex syndactyly وفيه تلتصق عظام وأظافر الأصابع، بالإضافة إلى الجلد والأنسجة الرخوة.

## الارتفاق الكامل والارتفاق الناقص

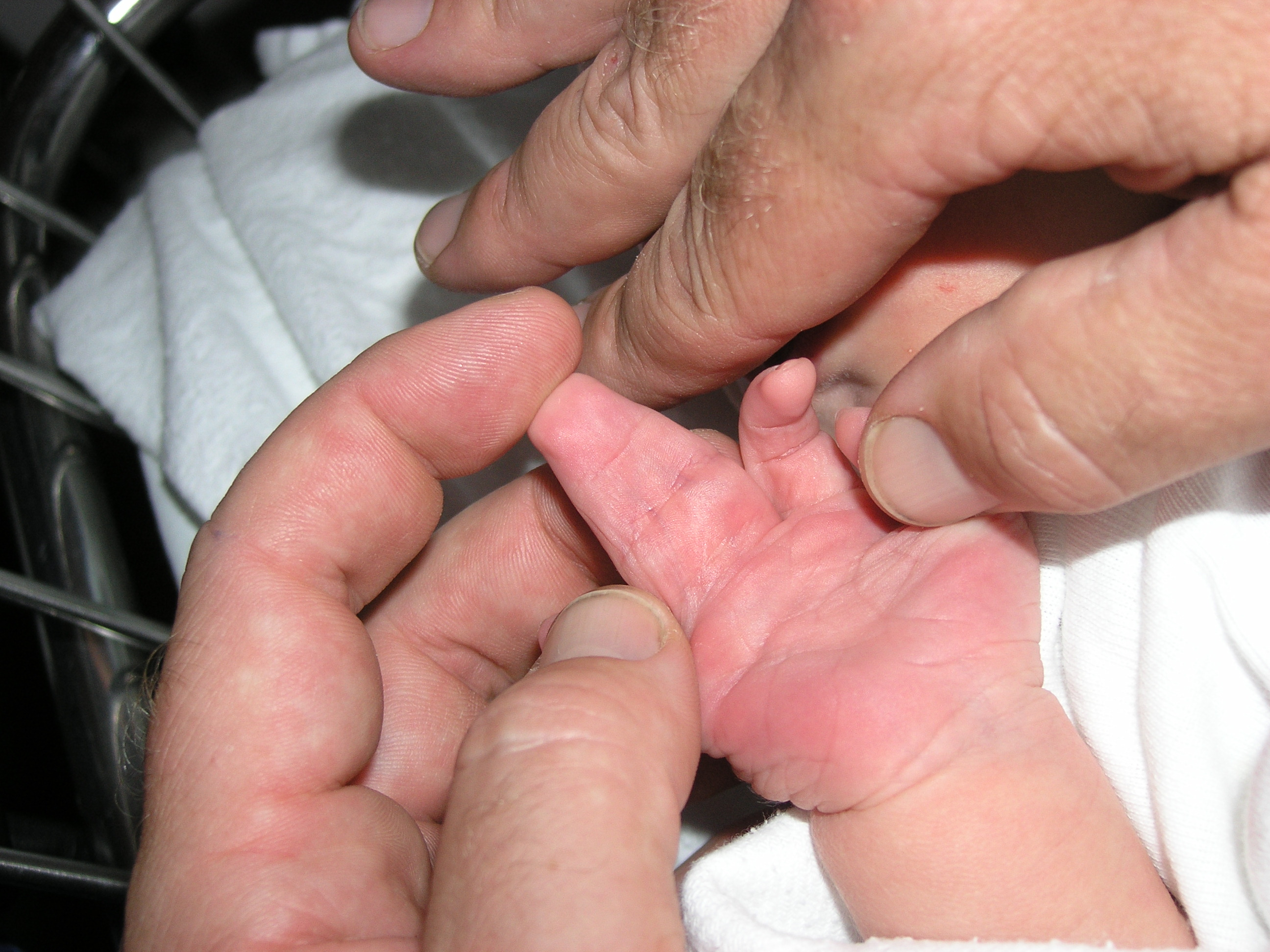
ارتفاق كامل مركب للإصبعين الوسطى والبنصر في طفل حديث الولادة

- الارتفاق الكامل: وهو التصاق الأصابع كلية من المنشأ إلى الأطراف.
- الارتفاق الناقص: وفيه لا يصل الالتصاق إلى أطراف الأصابع، بحيث يظل جزء من طرف الإصبع حراً غير ملتصق بلإصبع المجاور له.

## الارتفاق الطرفي
في الارتفاق الطرفي يلتصق الإصبعان فقط عند طرفيهما وتكون باقي أجزائهما منفصلة.

## المتلأزمات التي قد تشتمل على ارتفاق الأصابع
من المتلأزمات التي يكون من مكوناتها ارتفاق الأصابع ما يلي:
- متلازمة أبير: وفيها يتلازم تعظم الجمجمة المبكر مع درجة معقدة وشديدة من ارتفاق أصابع اليدين والقدمين.
- متلازمة بولاند: وفيها يتلازم ارتفاق الأصابع مع غياب الجزء القصي الضلعي من العضلة الصدرية الكبرى.

## العلاج
في الحالات التي يحول فيها التصاق الأصابع دون قيام اليد بوظيفتها على الوجه الأكمل (كما في حالة التصاق أكثر من إصبعين مثلاً) نلجأ إلى العلاج الجراحي بفصل الأصابع الملتصقة. وفي الأعم الأغلب من الحالات التي يجرى فيها فصل الأصابع الملتصقة جراحياً، يحتاج الجراح إلى عمل ترقيع جلدي للفراغ الذي خلفته عملية الفصل، وذلك باستخدام رقعة تؤخذ من منطقة الفخذ أو العضد. وقد أشارت أبحاث حديثة إلى إمكانية الاستغناء عن الترقيع الجلدي وذلك بإزالة الدهون من الجزل الجلدية skin flaps قبل رتقها.

## مرادفات عربية أخرى للمصطلح
- تكفف الأصابع
- التصاق الأصابع

## انظُر أيضًا
- إصبعية
- الالتحام العظمي
- تشوه كيرنر